# 마귀 할멈 성운
마귀 할멈 성운(Witch Head Nebula) 또는, IC 2118은 오리온자리에 있는 반사 성운이다. 마녀머리 성운 이라고 도 한다.
독일·영국의 천문학자 윌리엄 허셜이 1786년 발견한 이 성운은 지구로부터 1,000광년 떨어진 곳에 위치하고 있다. 오리온자리의 +1등성 리겔(Rigel)의 빛을 받아 반사하여 모습을 밝히고 있다. 퀭한 눈, 큰 매부리코, 돌출한 주걱턱의 모습이 마귀 할멈 얼굴의 모습을 하고 있을 뿐만 아니라, 신비스러운 푸른빛을 띠고 있어 더욱 오싹한 기분이 들게 한다. 성운이 푸른 이유는 이 성운을 비추고 있는 리겔의 푸른빛 때문이기도 하고, 성운을 구성하고 있는 먼지가 붉은빛보다 푸른빛을 더 잘 산란시키는 먼지입자들로 이루어져 있기 때문이기도 하다. 이와 함께 별빛에 가열된 가스들이 내는 붉은 기운도 함께 어울러져 있기도 하다. 마귀 할멈 얼굴의 크기는 무려 70 광년에 이른다. 이 사진의 형광은 장시간 노출시킨 사진이다. +1등성 리겔은 오른쪽에 멀찌 감치 떨어져 있어 위 사진에는 보이지 않는다.

## 같이 보기
- 신판일반목록